# Peneothello cyanus
La balia neoguineana blu-antracite (Peneothello cyanus (Salvadori, 1874)) è un uccello della famiglia dei Petroicidi originario della Nuova Guinea.

## Tassonomia
Descritta dal naturalista italiano Tommaso Salvadori nel 1874, la balia neoguineana blu-antracite appartiene alla famiglia dei cosiddetti «pettirossi australasiatici», i Petroicidi o Eopsaltridi. Gli studi sull'ibridazione del DNA condotti da Charles Sibley e Jon Ahlquist spinsero gli studiosi a classificare questo gruppo nel parvordine dei Corvida, che comprende molti Passeriformi tropicali e australiani, tra i quali i Pardalotidi, i Maluridi, i Melifagidi e i Corvidi. Tuttavia, grazie a ricerche molecolari più recenti, è stato scoperto che i Petroicidi appartengono invece a uno dei rami più antichi dell'altro parvordine degli Oscini, i Passerida (o uccelli canori «avanzati»).
Attualmente vengono riconosciute tre sottospecie di balia neoguineana blu-antracite:
- P. c. cyanus (Salvadori, 1874) (Nuova Guinea nord-occidentale);
- P. c. atricapilla (Hartert e Paludan, 1934) (Nuova Guinea centrale e settentrionale);
- P. c. subcyanea (De Vis, 1897) (Nuova Guinea centro-orientale e sud-orientale).

## Descrizione
Con una lunghezza di 14–15 cm, la balia neoguineana blu-antracite ha un piumaggio grigio-azzurro piuttosto uniforme, leggermente più chiaro nelle regioni inferiori e più scuro su guance e faccia. La coda e le penne remiganti sono grigio-nere. Il becco e le zampe sono neri, e gli occhi marrone scuro.

## Distribuzione e habitat
La balia neoguineana blu-antracite vive nelle foreste pluviali montane degli altopiani della Nuova Guinea, tra i 900 e i 2750 m di quota. Nelle foreste nelle quali abita si incontra in coppie, tra il sottobosco o sul terreno.

## Biologia
È insettivora, e va a caccia sul terreno. Si nutre di formiche, coleotteri e vespe. Il nido è costituito da una profonda coppa costruita con radichette e foderata di muschio, generalmente posta presso la biforcazione di un albero a circa 6 m di altezza dal suolo. Ciascuna nidiata è composta da una o due uova, di 23,5×17–19 mm, di colore verdastro chiaro od oliva, punteggiato da macchioline color oliva o marrone chiaro.